# Aloys Blumauer

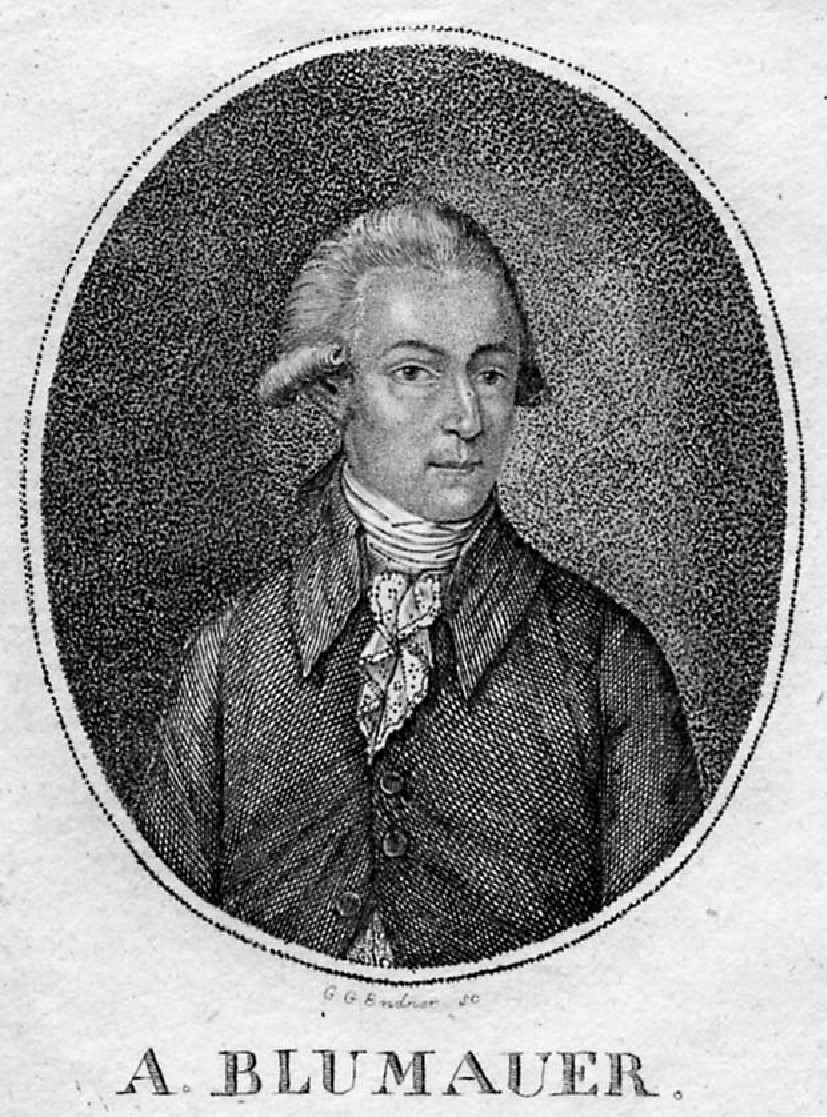
Aloys Blumauer

Aloys Blumauer, gelegentl. Alois Blumauer oder Johannes Aloisius Blumauer, (* 21. oder 22. Dezember 1755 in Steyr; † 16. März 1798 in Wien) war ein österreichischer Schriftsteller in der Zeit der Aufklärung. Seine Pseudonyme waren A. Auer und Aloys Obermayer.

## Leben

### Schule und Studium

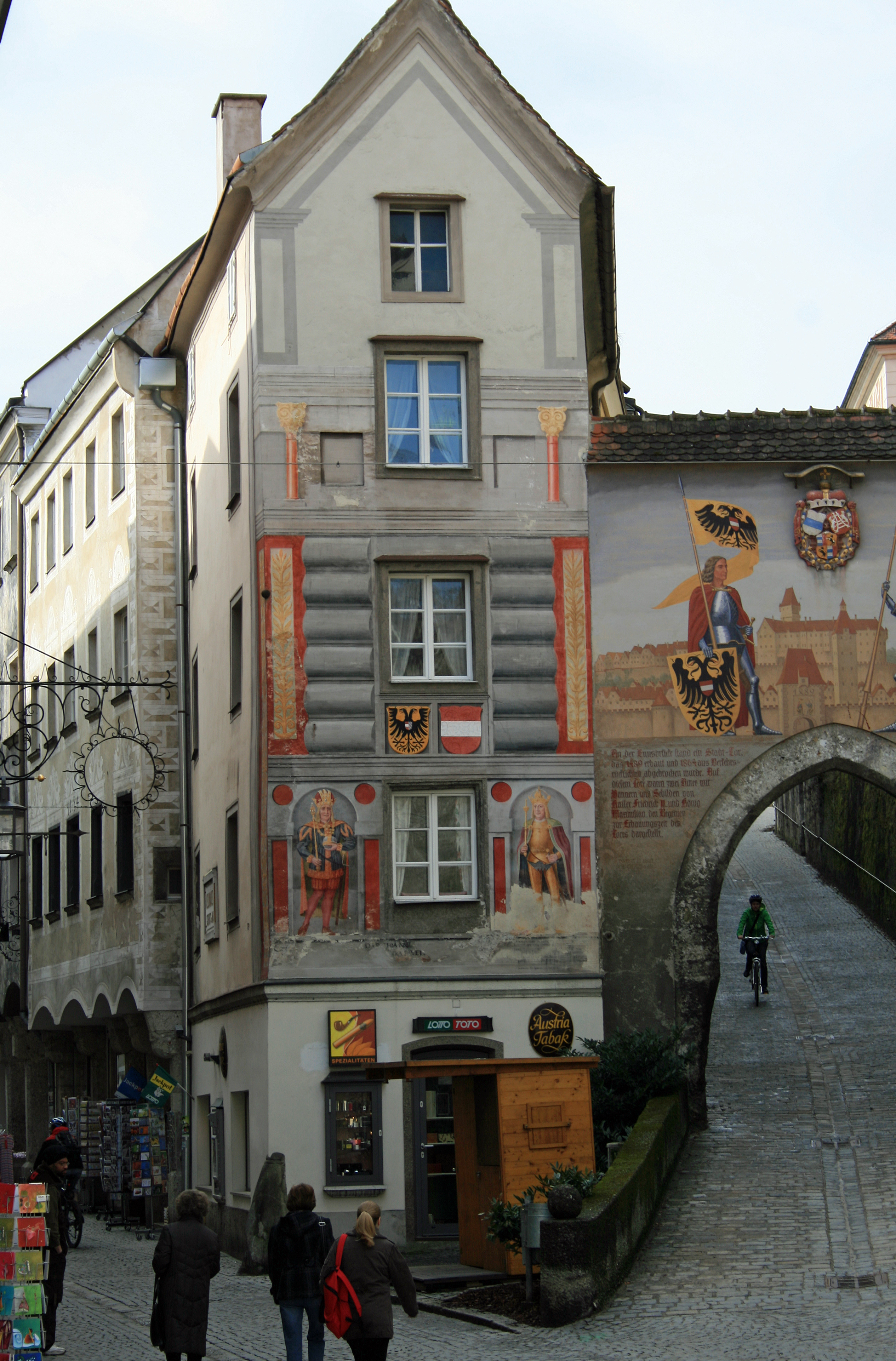
Das Geburtshaus

Blumauer war der Sohn des Gschmeidlers (Kleineisenwarenhändlers) Melchior Friedrich Blumauer und dessen Ehefrau Katharina. Die Familie lebte in Steyr in der Engen Gasse Nr. 2, wo der Vater auch sein Geschäft betrieb. Seit 1863 ist an diesem Anwesen eine Gedenktafel zu Ehren Aloys Blumauers angebracht.

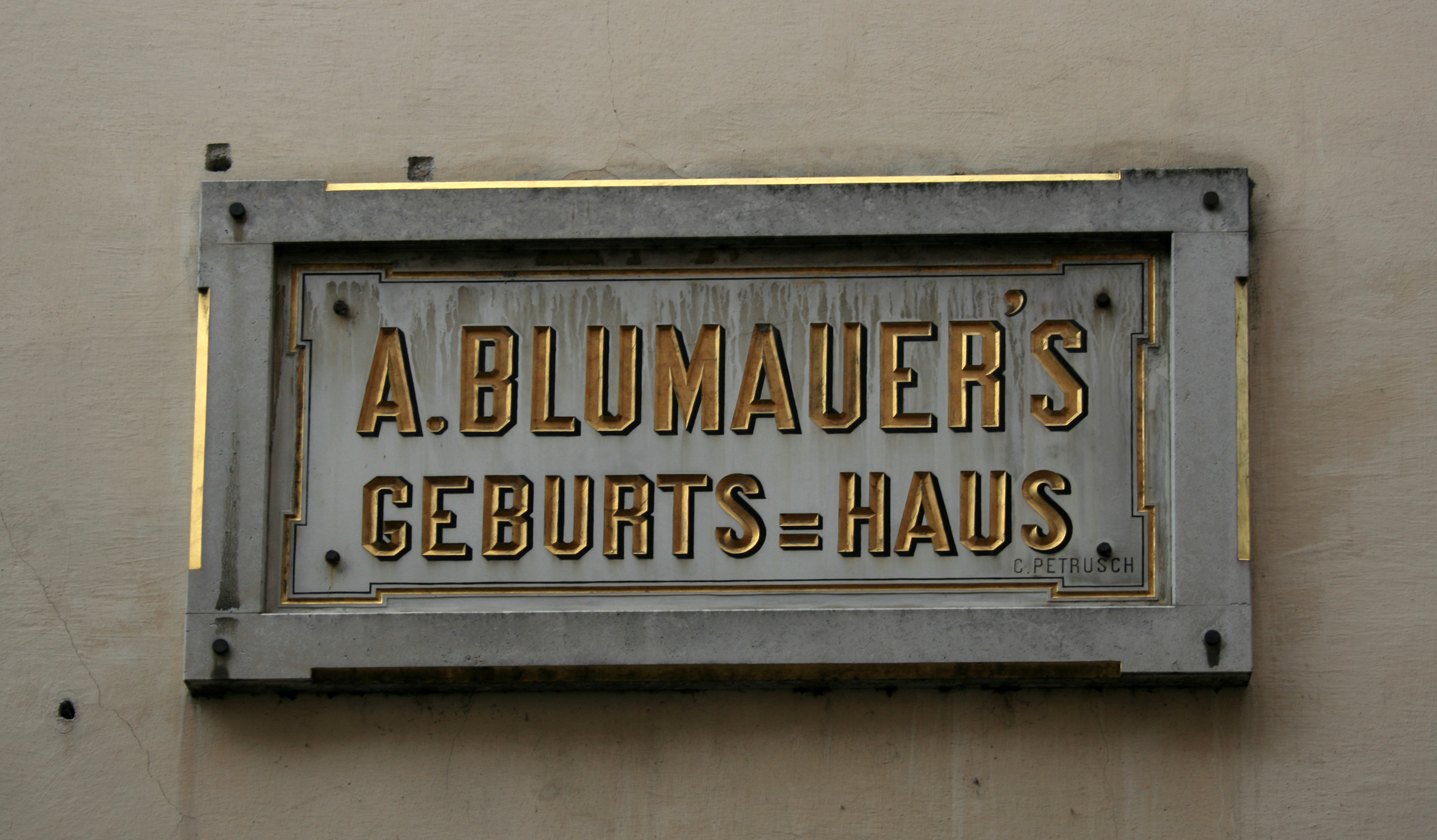
Gedenktafel an der Fassade zur Engen Gasse

Nach Absolvierung der Grundschule wechselte Blumauer an das örtliche Jesuitengymnasium. Mit 17 Jahren erreichte Blumauer erfolgreich die Matura (Abitur) und sollte nun auf Wunsch seiner Eltern eine kirchliche Karriere einschlagen. Im Spätsommer 1772 ging er deshalb nach Wien und trat dort als Novize in die Societas Iesu ein. Bereits ein Jahr später verfügte Papst Clemens XIV. mit der Bulle Dominus ac redemptor noster das Jesuitenverbot. Mit Wirkung vom 16. August 1773 stand Blumauer ohne Anstellung und Einkommen auf der Straße. Da es für ihn unmöglich war, in einem Kloster eines anderen Ordens unterzukommen, begann er an der Universität Wien Philosophie zu studieren.

### Hauslehrer – Herausgeber – Zensor – Schriftsteller
Während dieses Studiums machte Blumauer die Bekanntschaft von Joseph von Sonnenfels, der ihm auch verschiedene Anstellungen als Hauslehrer vermittelte. Noch ungesichert ist, ob Blumauer sein Studium abschloss. Bereits als Student hatte Blumauer als Schriftsteller debütiert und wurde von der Kritik mit Karl Mastalier und Michael Denis verglichen. Nach eigenen Aussagen versuchte Blumauer in seiner Lyrik anfangs eher Gottfried August Bürger zu imitieren, als Mastalier, Denis oder andere zu übertrumpfen. Der Direktor der Hofbibliothek, Baron Gottfried van Swieten, wurde auf ihn aufmerksam und verschaffte Blumauer 1780 eine Anstellung in den Magazinen der Hofbibliothek.

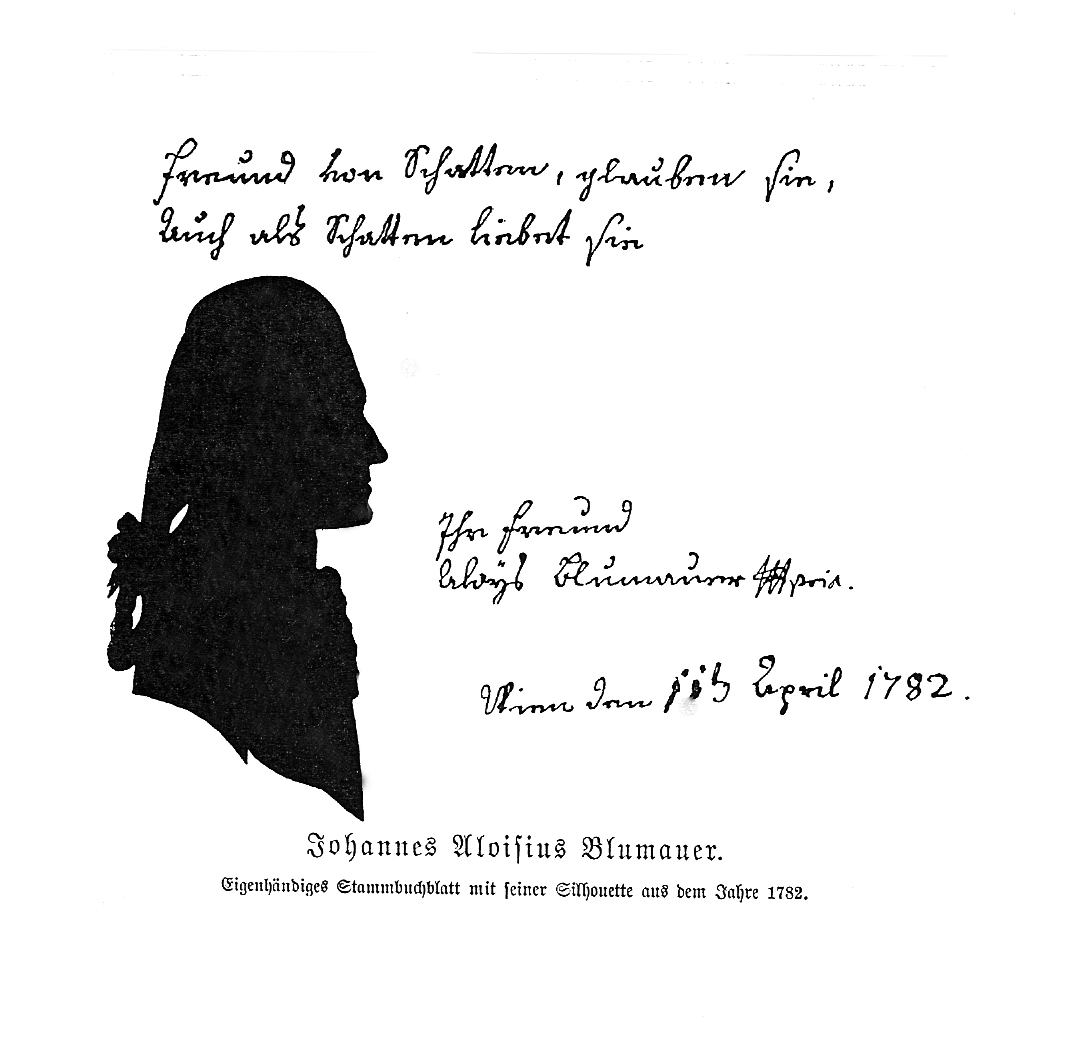
Stammbuchblatt mit Silhouette

Blumauers Freund Sonnenfels stellte ihm den Schriftsteller Joseph Franz von Ratschky vor, mit dem Blumauer dann in den Jahren 1781 bis 1794 den Wiener Musenalmanach herausgab. Mit diesem Almanach, den Ratschky 1777 begründet hatte, wurde die Tradition der Pariser Almancs des muses in Wien fortgeführt.
Als sein Gönner van Swieten 1782 auf Anordnung Kaiser Josephs II. die Censur-Commission reformierte, berief er Blumauer zum k. k. Bücher-Zensor; er blieb in dieser Position bis 1793. Da diese Behörde nur sehr halbherzig arbeitete, hatte Blumauer genügend Zeit für seine eigenen literarischen Arbeiten.
Seit Goethes Götz von Berlichingen war die Thematik des Ritterdramas in Mode und so konnte Blumauer im November 1780 sein einziges Drama Erwine von Steinheim, am k.k. Nationaltheater zur Aufführung bringen. Die Premiere war ein sehr großer Erfolg und wurde von der offiziellen Kritik wie auch vom Publikum begeistert gefeiert. Der Stil des Stückes erinnert durchaus an den des Sturm und Drang, obwohl Blumauer dies immer abgestritten hatte, da er kein Freund dieser Richtung war. Mit Bezug auf Gustav Gugitz sprach Ernst Wangermann dementsprechend von einem spezifisch österreichischen Sturm und Drang.

### Freimaurer
1781 wurde Blumauer Freimaurer. Der Aufklärer trat der im selben Jahr gegründeten Wiener Loge Zur wahren Eintracht bei, welche ab 1782 von Ignaz von Born als Meister vom Stuhl geleitet wurde. Blumauers Logenbrüder waren u. a. seine Schriftsteller-Kollegen Johann Baptist von Alxinger, Tobias Gebler, Gottlieb Leon (1757–1830), Joseph Franz von Ratschky, Joseph von Retzer (1754–1824) und Joseph von Sonnenfels; allesamt dem Illuminatenorden angehörend, wie auch Blumauer selbst unter dem Ordensnamen 'Hermionius', wobei der Zeitpunkt seiner Mitgliedsaufnahme unbekannt ist.

### Redakteur – Lyriker – Dramatiker

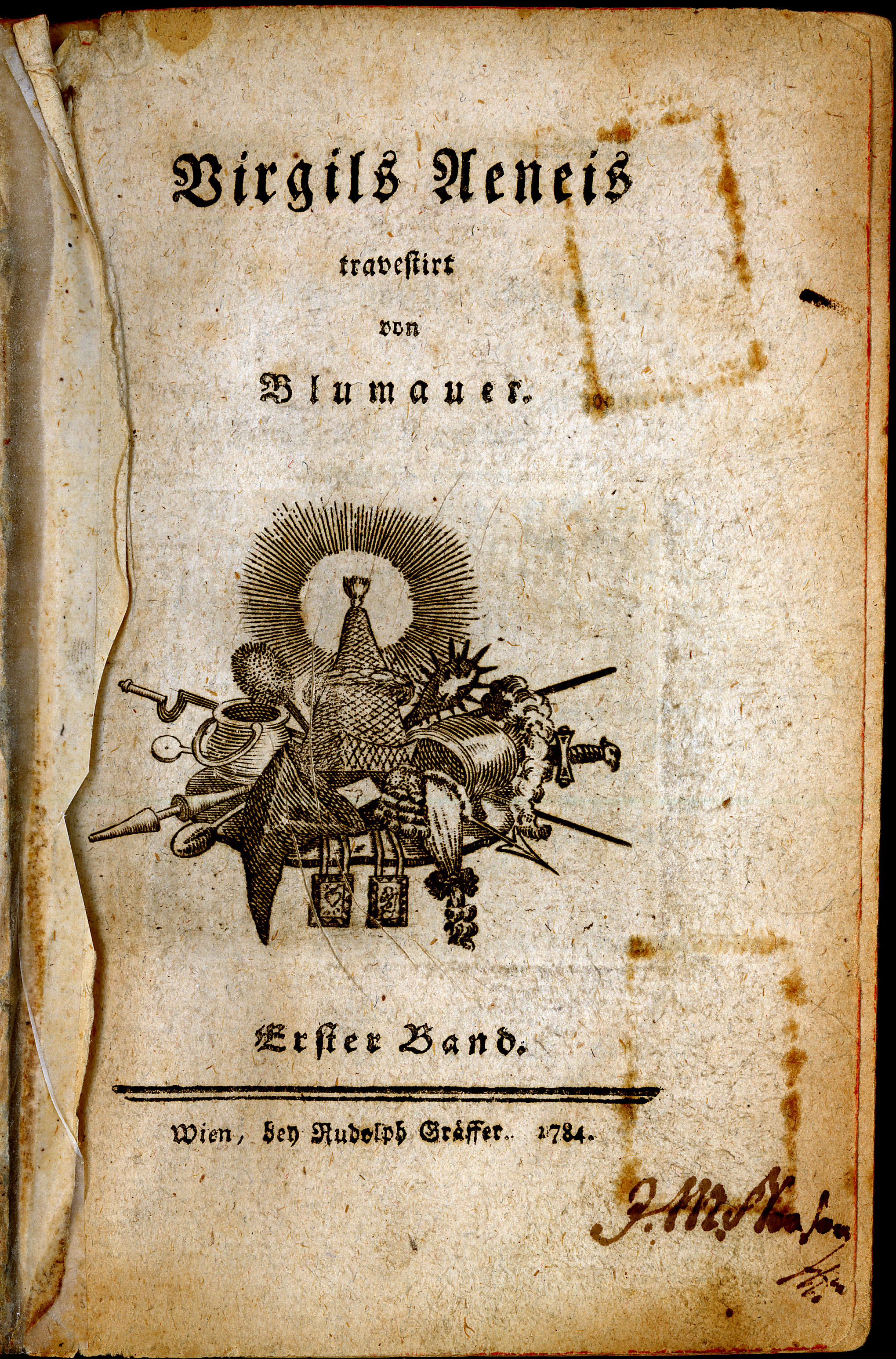
Titelseite von Band 1 der Erstausgabe

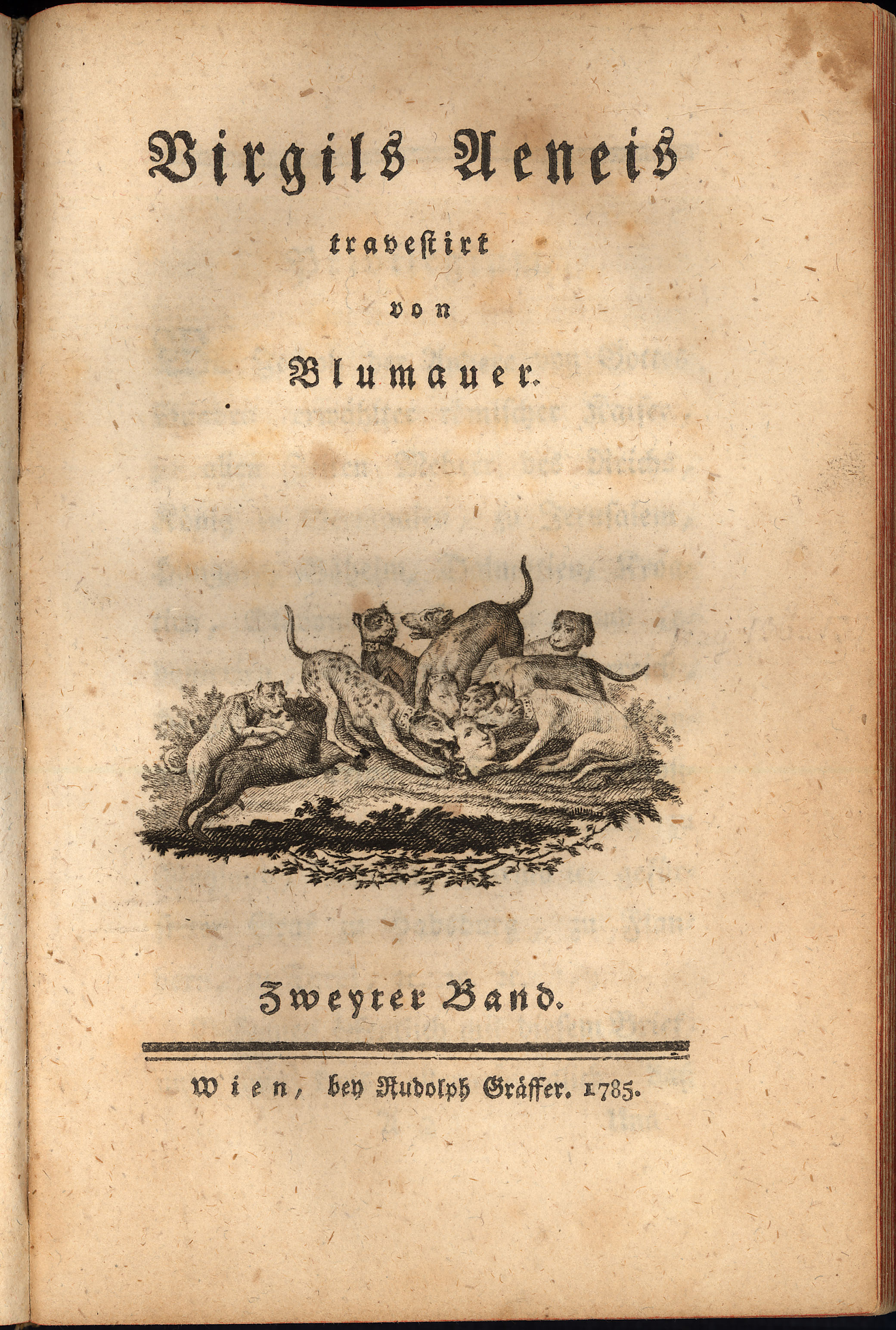
Titelseite von Band 2 der Erstausgabe

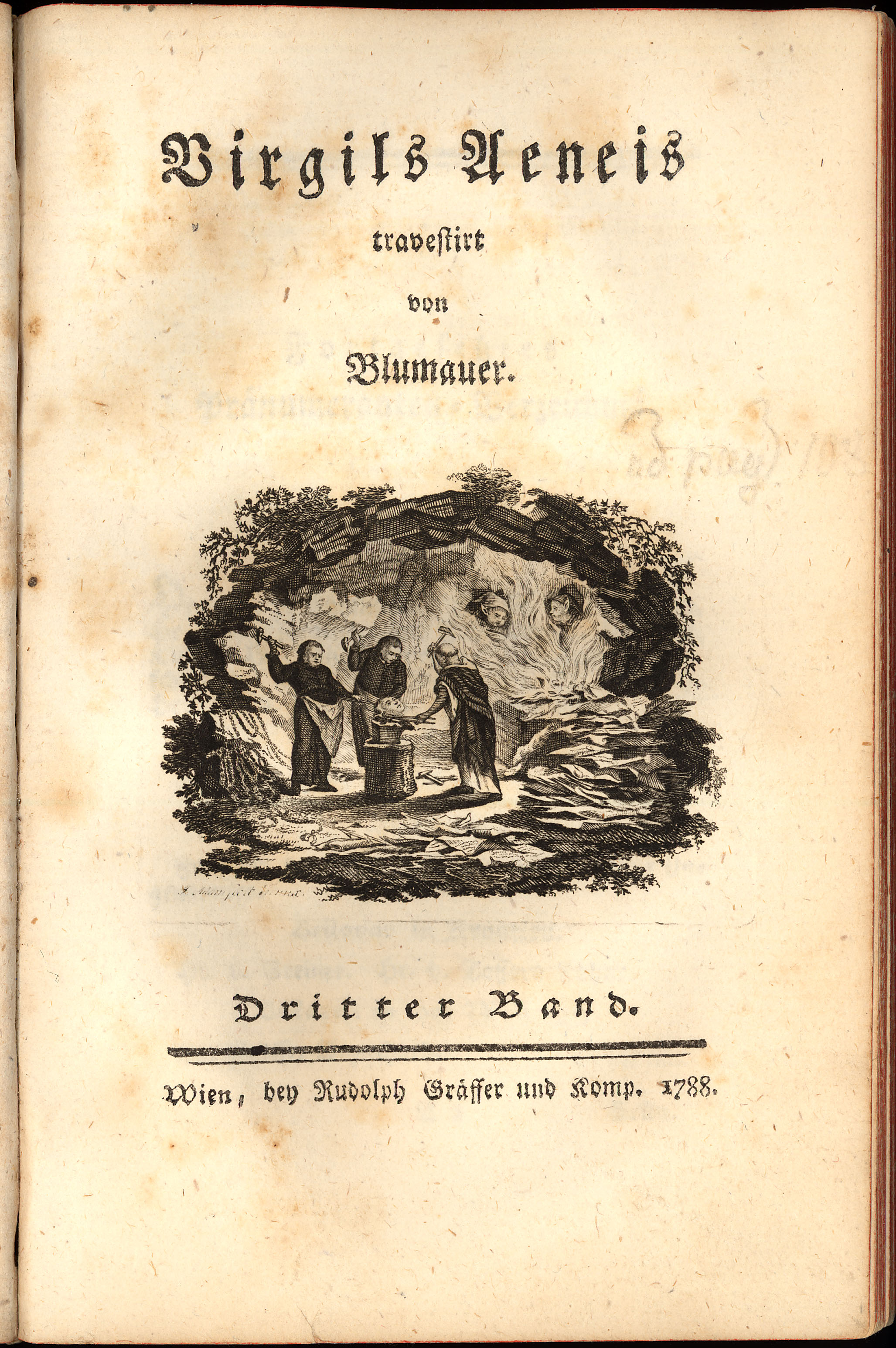
Titelseite von Band 3 der Erstausgabe

Zwischen 1782 und 1784 war Blumauer der Chefredakteur der Wiener Realzeitung, in welcher aufklärerische, fast schon revolutionäre Ideen publiziert wurden. Diese Zeit war auch seine schöpferischste; u. a. entstand da sein – heute noch gelesenes – Werk Virgils Aeneis, travestiert. Im selben Jahr veröffentlichte er auch seinen ersten Gedichtband, der ebenfalls sehr erfolgreich war und mehrere Auflagen erlebte. Blumauers Aeneis wurde begeistert gelesen und auch gleich in viele europäische Sprachen übersetzt. Gerade bei diesem Werk bemerkt man Blumauers große Vorbilder auf dem Gebiet der Parodie und Travestie. Le Virgile travesty en vers burlesques (Paul Scarron), Pucelle d'Orleans (Voltaire) und auch Rape of locks (Alexander Pope) wären hier zu nennen.
Zwischen 1784 und 1786 betreute Blumauer die Zeitschrift seiner Loge Zur wahren Eintracht. Durch diese Tätigkeit wurde ihm in den Jahren 1787 bis 1789 immer wieder unterstellt, als Herausgeber des Wochenblatts Die Schwarze Zeitung zu fungieren. 1786 war er auch der Loge Zur Wahrheit beigetreten und wurde Redakteur des Wiener Journal für Freymaurer.
Ganz im Sinne der Reformen des aufgeklärten Monarchen Kaiser Josef II. trat Blumauer in seiner Aeneis gegen die weltliche Macht der Kirche auf und forderte deren Erneuerung. Viele Anachronismen und Anspielungen auf damalige österreichische Zustände sind in dem Werk zu finden. Goethe soll sich, aber erst nach dem Tode Blumauers, über dessen Aeneis sehr abfällig geäußert haben, was auch daran liegen mag, dass Blumauer sich mit Goethe insofern anlegte, wie er dessen Werther in der Hölle den Richtern vorführen lässt, die ihn dann dem Teufel übergeben:
D’rauf wurde dem Triumvirat
Herr Werther vorgeführt,
Und von dem höllischen Senat
Sehr scharf examiniert;
Die Herr’n votierten d’rauf, und da
Ward er bei unanimia
Dem Teufel übergeben.
Im Gegensatz zu anderen Dichtern dieser Zeit, welche das Hohe und Hehre in ihren Gedichten und Balladen besangen, haben Blumauers Gedichte eher prosaischere Titel, wie Ode an den Leibstuhl, An den Magen, An die Langeweile, Lob des Flohs und vieles mehr.
Anlässlich seines Aufenthaltes in Wien erteilte Papst Pius VI. am Ostersonntag, dem 31. März 1782, vom Balkon der „Kirche am Hof“ den anwesenden Menschen seinen Segen. Blumauer, der sich auch dort aufhielt, nahm dabei seinen Hut nicht ab und rechtfertigte sich – darauf angesprochen – mit dem Bonmot:
„Ist der Segen gut, so geht er durch den Hut.“

### Mozart und Blumauer
Mit seinem Zeitgenossen Wolfgang Amadeus Mozart hatte Blumauer einige Berührungspunkte. Mozart unterrichtete für einige Zeit die Ehefrau des Hofbuchdruckers und Verlegers Thomas von Trattner und Blumauer prangerte in seinen Schriften (speziell seinem Aeneas) Trattner als Raubdrucker an, der dieser auch war.
Blumauer und Mozart lernten einander wahrscheinlich bei Thomas von Trattner kennen. Nach heutigem Forschungsstand (2007) beschränkte sich aber ihre Zusammenarbeit nur auf Das Lied der Freiheit, bei dem Blumauer den Text und Mozart die Melodie beisteuerte.
Helmut Perl verweist auf thematische Parallelen zwischen Blumauers religionskritischer Lyrik und Taminas Gewissensnöten in der Oper Die Zauberflöte: „Nach Constanze Nissen war (sein Logenbruder) Alois Blumauer Mozarts Lieblingsdichter.“

### Krankheit – Reisen – Buchhändler
Im Jahre 1785 heiratete Blumauers große Liebe Mimi, die Tochter Ignaz von Borns, nicht ihn, sondern einen italienischen Adeligen. Im selben Jahr gab Kaiser Joseph II. das Handbillett heraus, das die Freimaurergilden verpflichtete, sich registrieren zu lassen. In der Folgezeit erkrankte er an schwerer Wassersucht und war dem Tode nahe. Nur dank der Hilfe zweier befreundeter Ärzte (er war unter anderem mit dem Chirurgen Johann Nepomuk Hunczovksy befreundet) überlebte er. Ab diesem Zeitpunkt begann er zu resignieren und sich aus allen Ämtern und Funktionen zurückzuziehen, auch sein politischer Kampfeswille erlosch.
Zwei Jahre später, einigermaßen genesen, unternahm Blumauer eine Reise nach Berlin und Weimar, um Christoph Martin Wieland und Friedrich Justin Bertuch zu besuchen. Beide verehrte er sehr und wollte sie persönlich kennenlernen. Man kann annehmen, dass Wieland Blumauer ebenfalls geschätzt hat, da jener sich – nach eigenen Aussagen – freute, diesen im nächsten Jahr wiederzusehen.
Der Tod von Kaiser Joseph II. brachte Veränderungen in vielerlei Hinsicht mit sich. 1793 verließ Blumauer den Staatsdienst und übernahm die Gräffersche Buchhandlung, an der er seit 1787 beteiligt war. Ab dieser Zeit veröffentlichte er fast nur noch Bibliographien und Bücherverzeichnisse; seine große Zeit der Parodien war vorbei. Mit seiner Buchhandlung wie auch mit dem angeschlossenen Verlag ging er in Konkurs. Da es zu dieser Zeit auch noch keine rechtliche Absicherung des geistigen Eigentums gab, entgingen ihm die durch Nachdrucke fälligen Tantiemen.
Als unter Kaiser Franz II. 1794 die Verfolgung der Aufklärer begann, die als „Wiener Jakobiner“ verschrien wurden, wurde auch Blumauer kurzfristig verhaftet und verhört. In Wien wurden im Juli 1794 rund 30 Personen, allesamt ehemalige Kollegen, Logenbrüder oder Freunde Blumauers, wegen angeblicher revolutionärer Verschwörung gegen den Kaiser verhaftet. Im Gegensatz zu vielen seiner Freunde kam Blumauer jedoch – aus Mangel an (meist fiktiven) Beweisen – frei. Andere wurden zu langjährigen Haftstrafen (wie Andreas Riedel) oder (wie Franz Hebenstreit) zum Tode verurteilt.
Im Alter von 42 Jahren starb Aloys Blumauer am 16. März 1798 in Wien an Lungenschwindsucht. Seine letzte Ruhestätte fand er auf dem Friedhof von St. Marx.

## Posthume Ehrungen
Am 21. Dezember 1863 brachte der Steyrer Männergesangsverein „Kränzchen“ am Geburtshaus eine Gedenktafel an. Im Jahr 1874 wurde in Wien-Leopoldstadt (2. Bezirk) die Blumauergasse nach ihm benannt und 1880 die Blumauergasse in Steyr.

## Wirkung
Der Literaturhistoriker Friedrich Wilhelm Ebeling lobte 1869 in seiner Geschichte der komischen Literatur Blumauer und dessen Aeneis-Travestie und bezeichnete sie als einen der besten Texte in der komischen Literatur Deutschlands. Fast 130 Jahre später schreibt Klaus Dürrschmid 1997 in der Zeitschrift Literatur und Kritik: „… Aloys Blumauer kann gesichert als einer der wichtigsten Schriftsteller Österreichs im ausgehenden 18. Jahrhundert bezeichnet werden. Wir können mit Franz Grillparzer, der in seiner Jugend ein großer Freund und auch Nachahmer der Werke von Aloys Blumauer war, durchaus übereinstimmen: ‚Dieses Mannes Werk ist vielleicht das Beste, was je in dem Gebiet der Parodie emporgeblüht ist‘…“
Meyers Konversations-Lexikon würdigt in seiner vierten Auflage (1888–1890) Blumauers Schaffen zusammenfassend: „Sehr beliebt war einst seine Travestie von Vergils Äneide: Abenteuer des frommen Helden Äneas (Wien 1784, oft aufgelegt; mit Anmerkungen und Einleitung hrsg. von Grisebach, Leipz. 1872), deren komische Kraft in dem Gegensatz der modernen Verhältnisse zu denen des Altertums und in der scharfen Satire gegen die Auswüchse der modernen Bildung liegt. Derselbe burleske, auch das Rohe und Plumpe nicht scheuende Humor, der dieses Werk auszeichnet, geht als Hauptzug auch durch die übrigen lyrischen und erzählenden Gedichte Blumauers, die aber nicht selten ganz ins Triviale ausarten; nur wenige sind ernst und würdig gehalten.“
Die Wirkung Blumauers war in der ungarischen Literatur offenbar stärker. So war seine Popularität bei Mihály Csokonai Vitéz und anderen Zeitgenossen so groß, dass sie seinem Einfluss unterlagen. Noch János Arany sucht in Blumauers Texten nach Musterbeispielen.
Quelle: Domokos Mátyás: Klasszikus német költők; Európa. (Bp., 1977)

## Werke
- Freimaurergedichte. Wien 1786[7]

### Werkausgaben
Aloys Blumauers gesammelte Werke. 3 Bände, Scheible, Stuttgart 1839

### Monographien
- Beobachtungen über Österreichs Aufklärung und Litteratur, Geyer, Wien 1970
- Catalogue raissonné des livres rares et prétieux qui se trouvent chez Blumauer, Selbstverlag, Wien 1797
- Lob des Flohs. Ausgewählte Gedichte, Hrsg./Nachwort Michael Serrer, Edition XIM Virgines, Düsseldorf 2001, ISBN 3-934268-12-9
- Virgils Aeneis, travestiert, Edition Praesens, Wien 2005, ISBN 3-7069-0347-4

### Zeitschriften
- Wienerischer Musenalmanach, Gräffer, Wien 1775–1785
- Wiener Musen-Almanach, Blumauer, Wien 1786–1796, [1797 nicht ersch.], 1802–1803
- Neuer Wiener Musen-Almanach, Schaumburger, Wien 1798, [1799 nicht ersch.], 1800–1801